# Монтгомери, Джордж Арнульф, 15-й граф Эглинтон
Джордж Арнульф Монтгомери, 15-й граф Эглинтон, 3-й граф Уинтон (англ. George Arnulph Montgomerie, 15th Earl of Eglinton, 3rd Earl of Winton; 23 февраля 1848 — 10 августа 1919) — шотландский пэр, землевладелец и спортсмен.

## Биография
Родился 23 февраля 1848 года. Третий (младший) сын Арчибальда Монтгомери, 13-го графа Эглинтона (1812—1861), и его первой жены Терезы Глидоу-Ньюкомен (1809—1853), дочери Томаса Глидоу-Ньюкомена, 2-го виконта Ньюкомена, и Харриет Холланд.
30 августа 1892 года после смерти своего старшего брата, Арчибальда Уильяма Монтгомери, 14-го графа Эглинтона (1841—1892), не оставившего после себя наследников мужского рода, Арчибальд Артнульф Монтгомери унаследовал титулы 15-го графа Эглинтона (Пэрство Шотландии), 16-го лорда Монтгомери (Пэрство Шотландии), 3-го графа Уинтона (Пэрство Соединённого королевства) и 4-го барона Ардроссана из Ардроссана в графстве Айршир (Пэрство Соединённого королевства), став членом Палаты лордов Великобритании.
Он получил звание лейтенанта в Гренадерском гвардейском полку, занимал должность лорда-лейтенанта Айршира.
13 ноября 1873 года лорд Эглинтон женился на Джанет Лукреции Канингем (ок. 1854. — 6 октября 1923), дочери капитана Бойда Александра Канингема и его австралийской жены Мэри (урожденной Уилкинсон). У супругов было несколько детей:
- Леди Джорджиана Тереза Монтгомери (? — 21 августа 1938)[2], в 1895 году она вышла замуж за подполковника Уильяма Мура из Колдуэлла
- Леди Эдит Мэри Монтгомери (? — 8 сентября 1947)[2], в 1901 году она вышла замуж за полковника Элджернона Ричарда Троттера, от брака с которым у неё было пятеро детей.
- Арчибальд Сетон Монтгомери, 16-й граф Эглинтон (23 июня 1880 — 22 апреля 1945)[2], старший сын и преемник отца.
- Достопочтенный Уильям Александр Монтгомери (29 октября 1881 — 9 мая 1903), не женат[2]
- Капитан Достопочтенный Фрэнсис Канингем Монтгомери (25 января 1887 — 16 марта 1950), в 1910 году он женился на Элис Дадли Артур, от брака с которой у него было два сына.

Лорд Эглинтон скончался 10 августа 1919 года в возрасте 71 года.